# Billy Blyth
William „Billy” Naismith Blyth (ur. 17 czerwca 1895 w Dalkeith, zm. 1 lipca 1968 w Worthing) – szkocki piłkarz występujący na pozycji pomocnika, były gracz Manchesteru City, Arsenalu oraz Birmingham.

## Życiorys
Blyth urodził się w Dalkeith w hrabstwie Midlothian i lata szkolne spędził na grze w lokalnym klubie Wemyss Athletic. Następnie na krótko trafił do Manchesteru City, który w maju 1914 roku zamienił na Arsenal. 21 listopada 1914 roku zadebiutował w nowych barwach podczas przegranego 0:3 meczu Second Division z Huddersfield Town. W sumie w sezonie 1914/15 Blyth wystąpił w dwunastu spotkaniach, gdy jednak wybuchła I wojna światowa dołączył do służącego we Francji Royal Army Service Corps.
Po zakończeniu działań wojennych i wznowieniu piłkarskich rozgrywek w 1919 roku Blyth powrócił do Arsenalu i z miejsca stał się podstawowym zawodnikiem drużyny. Określany jako energiczny pomocnik Szkot z reguły występował na lewej stronie boiska. Wraz z upływem czasu stał się bardzo ważnym elementem zespołu i na przestrzeni kolejnych dziesięciu lat rozegrał ponad 300 ligowych spotkań, zaś w 1925 roku został mianowany kapitanem. W 1927 roku wystąpił także w finale Pucharu Anglii, w którym Arsenal przegrał 0:1 z Cardiff City. W sumie wystąpił w barwach klubu w 343 meczach, strzelając przy tym 51 goli.
W maju 1929 roku przeniósł się do Birmingham. Po raz ostatni na boisku pojawił się we wrześniu 1930, a po sezonie 1930/31 postanowił zakończyć karierę. W 1930 roku wystąpił w jednym z pierwszych filmów odnoszących się bezpośrednio do piłki nożnej, The Great Game. Po zakończeniu kariery Blyth powrócił do Szkocji i otworzył pub w Port Seton. Zmarł w 1968 w angielskim Worthing mając wówczas 73 lata.